# Улисмайсенйоки
Улисмайсенйоки (устар. Юлисмайсенъеки) — река в России, протекает по Суоярвскому району Карелии. Левый приток Лоймоланйоки. Длина реки составляет 10,8 км (длина до озера Хейнялампи — 8,4 км).
Берёт исток из озера Улисмайсенъярви на высоте 143,9 м над уровнем моря. Генеральное направление течения — запад.
Протекает через озеро Хейнялампи. Впадает в озеро Хяяхкямюслампи на высоте 116 м над уровнем моря.
Притоки от истока к устью: Репейноя, Хейнятсюнламменоя, Улисмайсеноя, Усиоя (все правые).

## Данные водного реестра
По данным государственного водного реестра России относится к Балтийскому бассейновому округу, водохозяйственный участок реки — Водные объекты бассейна оз. Ладожское без рр. Волхов, Свирь и Сясь, речной подбассейн реки — Нева и реки бассейна Ладожского озера (без подбассейна Свирь и Волхов, российская часть бассейнов). Относится к речному бассейну реки Нева (включая бассейны рек Онежского и Ладожского озера).
Код объекта в государственном водном реестре — 01040300212102000011426.